# آيت بوحسين (سرغينة)
آيت بوحسين هو دُوَّار يقع بجماعة آيت ميمون، إقليم الخميسات، جهة الرباط سلا القنيطرة في المملكة المغربية. ينتمي الدوّار لمشيخة سرغينة التي تضم 3 دواوير. يقدر عدد سكانه بـ 566 نسمة حسب الإحصاء الرسمي للسكان والسكنى لسنة 2004.

## وصلات خارجية
- البوابة الوطنية للجماعات الترابية
- المندوبية السامية للتخطيط